# Klicker (Bogenschießen)

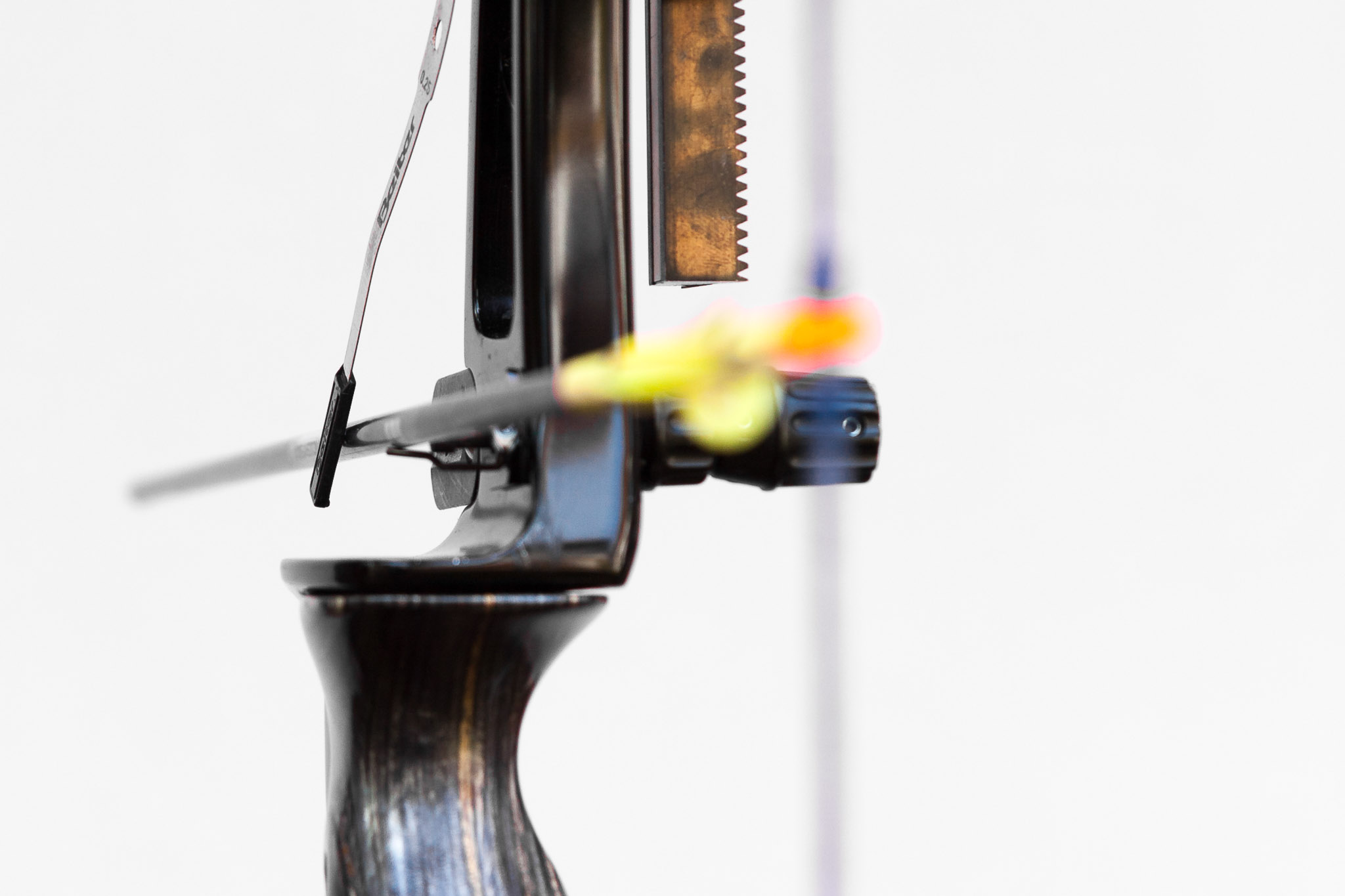
Klicker an einem Recurvebogen

Ein Klicker (englisch clicker) ist eine mechanische Einrichtung an einem Bogen. Er signalisiert dem Bogenschützen das Erreichen einer zuvor ermittelten Auszugslänge der Bogensehne durch ein Klickgeräusch. Die Einhaltung einer konstanten Auszugslänge ist entscheidend für die genaue Wiederholung des Schussaufbaus und damit für vertikale Treffgenauigkeit beim Bogenschießen. Der Klicker unterstützt die Automatisierung des Schussablaufs durch akustische Konditionierung.

## Verwendung des Klickers
Der Klicker wird kurz vor der Pfeilauflage am Mittelteil des Bogens angebracht und auf die individuelle Auszugslänge des Schützen eingestellt. Der Schütze zieht den Bogen bis kurz vor die endgültige Auszugslänge, visiert das Ziel an und zieht dann die restlichen 1–2 mm, bis der Klicker von der Pfeilspitze abgleitet und gegen den Bogen schlägt. Aufgrund des „Klick“-Geräuschs löst der Schütze den Schuss. Voraussetzung für die Benutzung eines Klickers sind auf die Auszugslänge des Schützen abgestimmte Pfeillängen. Klicker können auch im Millimeterbereich verstellbar sein: So kann etwa auf konstanten Gegenwind reagiert werden.

## Bauweise
Es gibt verschiedene Arten von Klickern. Manche bestehen aus einem Metall/Karbonstreifen, andere aus einem Magneten, der gegen einen Eisenstab schlägt.